# جورج بيلي (مهندس)
جورج بيلي (بالإنجليزية: George Bailey) هو مهندس أمريكي، ولد في 25 سبتمبر 1900، وتوفي في 7 مايو 1940.